# Le Conte du pêcheur et du démon
Le Conte du pêcheur et du démon est un récit du recueil les Mille et une nuits. Il commence à la nuit 8 et finit à la nuit 27. Il est entrecoupé de 4 autres histoires.

## Histoire du pêcheur
Il était une fois un vieux pêcheur qui retira de ses filets un flacon de cuivre scellé de plomb. Comme le flacon paraissait plein, il entreprit de le vider pour ensuite aller le vendre au château mais, malheureusement pour lui, le flacon contenait un génie qui s'était juré de tuer quiconque le  délivrerait. Lorsque le pêcheur lui fit remarquer que c'était là une étrange récompense pour son sauveur, le démon lui expliqua qu'il avait été emprisonné par Salomon lui-même. Au cours du temps, il avait fait des serments successifs à propos de qui le délivrerait et, puisque les promesses de récompenses n'avaient rien donné, il s'était maintenant juré de tuer celui qui le délivrerait en lui permettant de choisir sa mort.
Le démon ne voulant pas entendre raison, le pêcheur eut recours à la ruse pour faire entrer le démon dans le flacon, et reboucha soigneusement la fiole une fois le démon à l'intérieur. 

## Histoire du Roi grec et du Médecin DoubanetHistoire du Mari et du perroquet
Le pêcheur fit comprendre au démon qu'il n'y a aucun avantage à tuer quelqu'un qui nous a rendu service, et lui fit ensuite jurer qu'il ne le tuerait pas s'il le libérait de nouveau. 

## Histoire du vizir puni
La seconde fois, le démon tint sa promesse et en récompense, il amena le pêcheur à un lac avec des poissons de quatre couleurs. Le pêcheur en prit quatre et les apporta au sultan pour les vendre. Il voulut les faire cuire mais au moment de les retourner une dame ou un Noir surgisse d'un portail dans le mur et les transforme en charbon après un court dialogue. Le sultan demanda donc au pêcheur où il avait trouvé ces poissons.
Arrivé sur place à la tombée de la nuit avec sa suite mais ne voulant pas attendre le lendemain, le roi entreprit de visiter les environs et trouva bientôt un palais de pierre noire. À l'intérieur du palais, il rencontra un jeune homme dont la moitié du corps était de marbre.

## Histoire du jeune Roi des Isles Noires
Ce prince expliqua au roi que c'était sa femme, sorcière, qui l'avait changé ainsi lorsqu'il avait découvert son infidélité. Le lac et ses poissons étaient le reste de la capitale du prince, ainsi que ses habitants, toujours victimes d'une malédiction de la sorcière... Pris de compassion pour le malheureux souverain, le roi mit au point une ruse et mena la magicienne à défaire ses maléfices ; lorsque la mégère eut défait les sorts, le roi la tua d'un coup d'épée. 
De retour en son royaume, le roi récompensa largement le pauvre pêcheur et adopta le jeune prince, faisant de lui son héritier.